# Deurze
Deurze (52° 59′ N, 6° 37′ L) é uma cidade dos Países Baixos, na província de Drente. Deurze pertence ao município de Aa en Hunze, e está situada a 4 km sudeste de Assen.
A área de Deurze, que também inclui as partes periféricas da cidade, bem como a zona rural circundante, tem uma população estimada em 90 habitantes.